# Velika tržnica, Budimpešta
Velika tržnica ali Centralna tržnica, Tržna dvorana I (madžarsko Nagyvásárcsarnok [ˈnɒɟvaːʃaːt͡ʃɒrnok]) je največja in najstarejša pokrita tržnica v Budimpešti na Madžarskem. Zamisel o gradnji tako velike tržnice je nastala pri prvem županu Budimpešte Károlyju Kamermayerju in je bila njegova največja naložba. Leta 1896 se je upokojil in 15. februarja 1897 sodeloval pri otvoritveni slovesnosti.
Stoji na koncu znane nakupovalne ulice za pešce Váci utca in na peštanski strani mostu svobode na trgu Fővám.

## Zgodovina
Že v 1860-ih so predlagali, da bi preskrbo glavnega mesta s hrano izboljšali z gradnjo tržnic. Eden od glavnih ciljev predhodnih načrtov je bil, da se prodaja le hrana, ki je bila pregledana. Ne samo, da je bilo treba organizirati vzpostavitev maloprodajne mreže, ampak so želeli urediti tudi prodajo blaga na debelo.
Zaradi nenehnega slabšanja razmer v preskrbi s hrano je bil leta 1879 izdelan načrt, ki je zajel celotno prestolnico. S sklepom občnega zbora št. 852 z dne 30. decembra je bilo predvideno ustanovitev odbora za hrano.
Odbor, ki je bil ustanovljen za pripravo postavitve tržnic, je leta 1883 pripravil predlog. Menili so, da je najugodnejša lokacija za osrednjo tržnico trg Fővám na mestu skladišča soli.
28. oktobra 1885 se je v prestolnici znova pojavila tema o tržnici. Odbor za gospodarstvo in prehrano je obravnaval in sprejel pobudo člana odbora Lajosa Nyírija. Bili so odločnega mnenja, da mora biti glavna tržnica zgrajena v 9. okrožju, na zemljišču, ki leži med bulvarjem Vámház ter ulicami Pipa, Csillag in Sóház (kar pomeni: skladišče soli). Takrat je bila parcela last državne blagajne. V skladu s prvotnim dogovorom se »kraljeva vlada odpove zemljišču zaradi prestolnice«.
Uresničevanje načrtov za tržnico se je takrat vleklo že nekaj let, napredka pa v bistvu ni bilo. Razmere so se še poslabšale zaradi neurejene oskrbe prestolnice s hrano in hitrega naraščanja prebivalstva. Leta 1890 so se dogodki, povezani z ustanovitvijo tržnic, pospešili. Javnost se je vedno bolj zavedala potrebe po tržnici.
Po resoluciji generalne skupščine leta 1891, ki se je zdela dokončna, je predsednik vlade Kálmán Tisza oziroma minister za pravosodje Teofil Fabiny to lokacijo odstopil prestolnici v zameno za lokacijo na ulici Alkotmány.
Stavbo je zasnoval in zgradil Samu Pecz leta 1897. Tržnica ponuja veliko različnih stojnic v treh nadstropjih. Vhodna vrata imajo neogotski pridih. Posebna arhitekturna značilnost je streha, ki je bila obnovljena z barvitimi ploščicami Zsolnay iz Pécsa. Velikost objekta je 10.000 kvadratnih metrov in je pokrit z jekleno konstrukcijo. Med drugo svetovno vojno je bila tržnica močno poškodovana in ostala v stanju poslabševanja. Šele leta 1991 so se lotili temeljite prenove, ki ji je povrnila prvotni sijaj. Stavba je bila ponovno odprta leta 1997 in je bila zelo hvaljena, leta 1999 pa je bila nagrajena s FIABCI Prix d'Excellence. Centralna tržnica je še vedno ena najbolj priljubljenih turističnih znamenitosti mesta.
Večina stojnic v pritličju ponuja pridelke, meso, pecivo, bonbone, začimbe in žgane pijače. Mnogi od njih imajo izdelke, ki so priljubljeni med turisti: tam lahko najdete začimbe papriko, vino Tokaj, Túró Rudi, kolbász klobase in salame. V drugem vmesnem nadstropju so restavracije in turistični spominki. V kleti so ribarnice, stojnice z izbrano zelenjavo in nekaj specializiranih mesnic.
Tržnica se odpre od ponedeljka do sobote ob 6. uri zjutraj, vendar se zapre v ponedeljek ob 17. uri, od torka do petka ob 18. uri in v soboto ob 15. uri.

## Film
- Märkte – Im Bauch von Budapest: Die zentrale Markhalle. Dokumentarni film, Nemčija, 2012, 43 min., scenarij in režija: Bojána Papp, Stefano Tealdi, produkcija: Stefilm, Golden Girls Filmproduktion, Laokoon, Media 3.14 S.L., ZDF, Reihe: Märkte, deutsche Erstsendung: 19. Februar 2013 bei arte, Inhaltsangabe von ARD.